# Clithria eucnemis
Clithria eucnemis är en skalbaggsart som beskrevs av Hermann Burmeister 1842. Clithria eucnemis ingår i släktet Clithria och familjen Cetoniidae. Inga underarter finns listade i Catalogue of Life.